# Chanukkaleuchter der Familie Posner
Der Chanukkaleuchter der Familie Posner ist eine Chanukkia aus dem Besitz der Familie des letzten Kieler Rabbiners vor der Schoah, Arthur Posner. Daneben ist Der Chanukka-Leuchter der Kieler Familie Posner der Titel eines von Posners Ehefrau Rachel an Chanukka 1932 aufgenommenen Fotos dieses Leuchters. Die Chanukkia und das Foto wurden der Gedenkstätte Yad Vashem von den Kindern der Familie Posner als Dauerleihgabe zur Verfügung gestellt. Das Foto der Chanukkia vor dem Hintergrund eines mit einer Hakenkreuzfahne beflaggten Gebäudes erlangte Jahrzehnte nach der Schoah weltweite Aufmerksamkeit. Dazu trugen zwei Zeilen Rachel Posners auf der Rückseite des Fotos bei, mit denen sie dem nationalsozialistischen Vernichtungswillen ihre Zuversicht auf das ewige Fortbestehen des Judentums entgegensetzte.

## Familie Posner und ihr Chanukkaleuchter
Arthur Posner war von 1924 bis Juni 1933 der letzte Rabbiner der jüdischen Gemeinde in der Synagoge Goethestraße. 1925 heiratete er die Fremdsprachenkorrespondentin Rosi Rachel Posner. Die Familie Posner lebte ab 1926 in Kiel, zuletzt in einer Wohnung im Haus Sophienblatt 60. Schräg gegenüber waren die Büros der Kreisleitung Kiel der NSDAP untergebracht. NSDAP-Kreisleiter war seit dem 1. Juli 1932 Walter Behrens, der von März 1933 bis Mai 1945 Oberbürgermeister der Stadt Kiel war. Die NSDAP hatte im Juli und November im Wahlkreis Schleswig-Holstein ihre deutschlandweit besten Ergebnisse erzielt. Am 3. August 1932 war auf die Kieler Synagoge ein Sprengstoffanschlag verübt worden. Das Chanukkafest 1932 fiel mit dem christlichen Weihnachtsfest zusammen und endete am Silvestertag des Jahres.
Neben seiner Tätigkeit als Rabbiner und Religionswissenschaftler trat Posner in Veröffentlichungen und Reden energisch dem erstarkenden Antisemitismus entgegen. Ein Beispiel ist seine Auseinandersetzung mit dem Pfarrer Uhlhorn aus Eckernförde, in die auch der Osnabrücker Bischof Wilhelm Berning einbezogen war. Auch nachdem in Kiel die Synagoge Goethestraße und das Kaufhaus Karstadt zum Ziel von Sprengstoffanschlägen geworden waren, bezog Posner öffentlich Stellung. Während Ende 1932 viele Kieler Juden die Vorhänge zuzogen, bevor sie die Chanukkia dem Brauch entsprechend ins Fenster stellten, zeigten die Posners den Leuchter sichtbar in dem zur Straße gelegenen Fenster.

## Die Chanukkia
Die Familie Posner hat ihre Chanukkia nach Angaben der Tochter Schulamith nach der Hochzeit gekauft, also 1925 oder später. Der Leuchter ist ganz aus Messing gefertigt, sein schmaler Schaft steht auf einer fünfstufigen runden Plinthe. Etwa in der Mitte des Schafts setzt das unterste und äußere Paar von acht nach oben gerichteten Bögen aus miteinander verdrehten Messingsträngen an, die an ihrem Ende jeweils einen der nebeneinander in einer Reihe angeordneten Lichthalter tragen. Zwischen dem dritten und vierten Paar der Bogenansätze ist an der Vorderseite des Leuchters der „Diener“ (hebr. Schamasch) angebracht, ein kleinerer Lichthalter für die neunte Kerze zum Anzünden der anderen. Auf der Spitze des Schafts der Chanukkia befindet sich ein Davidstern, der die Kerzenhalter überragt.

## Das Foto

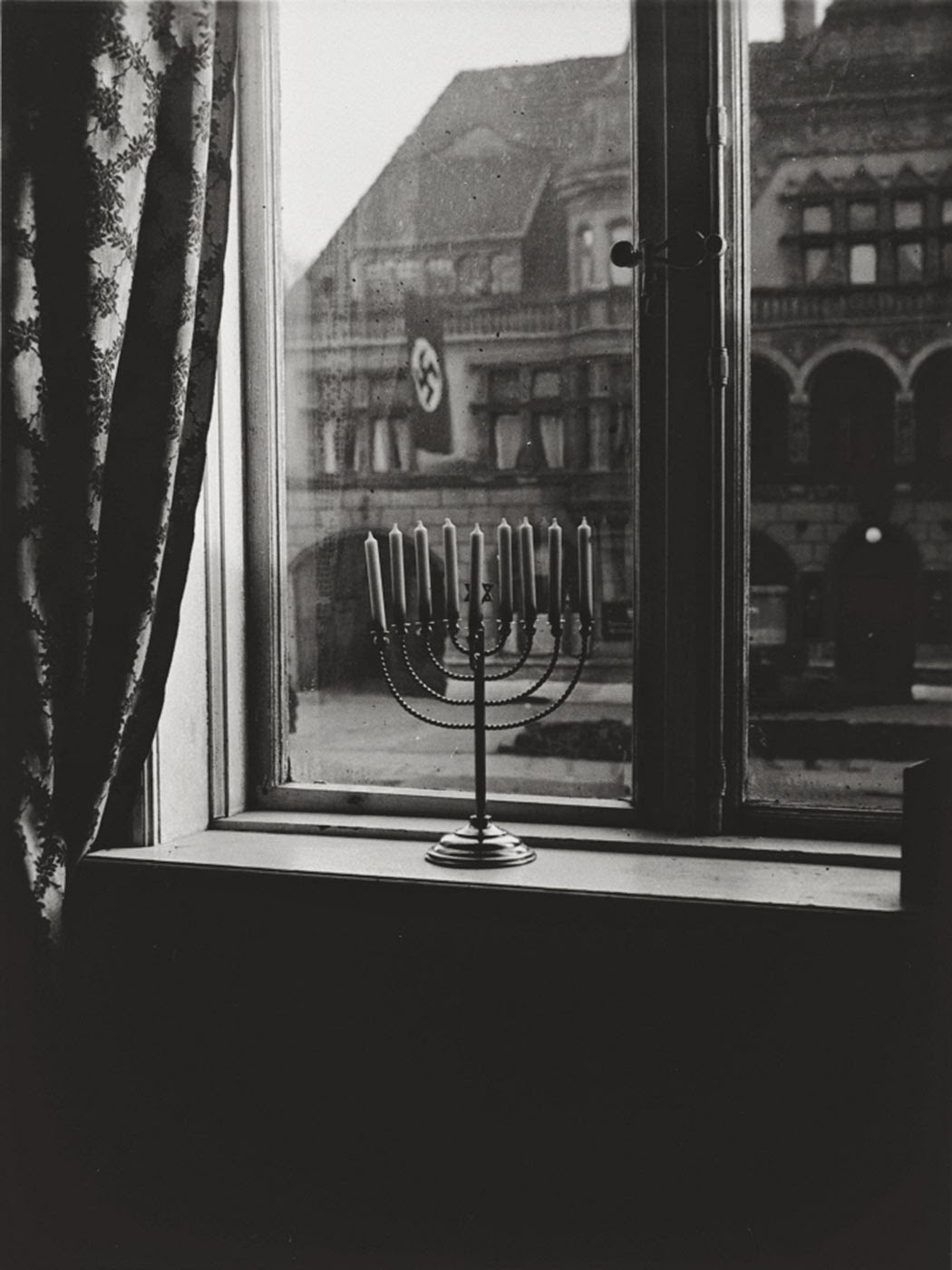
Der Chanukka-Leuchter der Kieler Familie Posner, Rachel Posner, 1932

Am achten Tag von Chanukka im Jahr 5693, dem 31. Dezember 1932, hatte Rachel Posner in der Kieler Wohnung den auf dem Fensterbrett stehenden Chanukkaleuchter der Familie fotografiert. Im Hintergrund befand sich leicht unscharf das mit einer großen Hakenkreuzfahne beflaggte gegenüberliegende Gebäude der NSDAP-Kreisleitung. Auf der Rückseite des postkartengroßen Abzugs notierte Rachel Posner die Zeilen
Chanukkah

5692

(1932)

„Juda verrecke“

die Fahne spricht –

„Juda lebt ewig!“

erwidert das Licht.
Zu Beginn des 21. Jahrhunderts wurden das Foto und seine Geschichte in zahlreichen israelischen, deutschen und internationalen Medien veröffentlicht. Dabei wurden in erheblichem Umfang Ausschmückungen der Geschichte des Fotos vorgenommen, die einander in vielen Details widersprechen und mit nachweisbaren Tatsachen oft nicht übereinstimmen. Der Flensburger Historiker Gerhard Paul hat sich eingehend mit dem Foto und seiner Geschichte beschäftigt und seine „publizistisch-historische Vermarktung“ dargestellt.

## Das Jahr der Aufnahme
Auf der Rückseite des Abzugs hat Rachel Posner die Jahreszahl 5692 des jüdischen Kalenders und darunter in Klammern die Jahreszahl 1932 des gregorianischen Kalenders notiert. Diese Angaben passen nicht zueinander. Die Diskrepanz wurde ausgiebig in Veröffentlichungen im Internet erörtert, dabei wurde auch die Authentizität des Fotos in Frage gestellt. Der 25. Tag des Monats Kislev, an dessen Vorabend die erste Kerze der Chanukkia entzündet wird, war im Jahr 5692 der 5. Dezember 1931. Erst im jüdischen Jahr 5693 fiel der 25. Kislev auf den 24. Dezember 1932. Die nicht zueinander passenden Jahresangaben können die Ursache in einer falschen Zählung der jüdischen Kalenderjahre im norddeutschen Raum haben. So wurde im Jahrbuch für die jüdischen Gemeinden Schleswig-Holsteins und der Hansestädte und der Landesgemeinde Oldenburg im Jahrgang 5692 (1931/1932) ein Kalender der Fest- und Fasttage im Jahre 5692 veröffentlicht, der für Chanukka im Jahr 5692 den tatsächlich für 5693 geltenden Termin 24. bis 31. Dezember 1932 nennt. Die fehlerhafte Angabe stimmt mit Rachel Posners Aufschrift auf der Rückseite des Fotos überein. Die folgende Ausgabe des Jahrbuchs, für das jüdische Kalenderjahr 5693 (1932–1933), gibt für die Chanukkafeste 5693 und 5694 die richtigen gregorianischen Jahre 1932 und 1933 an. Gerhard Paul nennt als Entstehungsjahr des Fotos 1931.

## Verbleib von Leuchter und Foto
Familie Posner emigrierte im Juni 1933 nach Belgien und im folgenden Jahr nach Jerusalem. Der Leuchter und das Original des Fotos mit der rückseitigen Aufschrift Rachel Posners gingen nach deren Tod 1982 in den Besitz ihrer Tochter Schulamith Mansbach über. Zunächst befand sich die Chanukkia im Haus eines Enkels der Posners in Bet Schemesch, dann wurde sie dessen Sohn geschenkt, einem Urenkel Rachel Posners. Später wurden der Leuchter und das Originalfoto als Leihgabe der Gedenkstätte Yad Vashem überlassen. Dort werden sie mit anderen Objekten ausgestellt, die Einzelschicksale der Shoah verdeutlichen. Alljährlich zu Chanukka wird der Leuchter den Nachkommen der Familie Posner für die Familienfeiern zurückgegeben. Nach dem Fest kommt er wieder in die Ausstellung.
Abzüge des Fotos befinden sich im Stadtarchiv Kiel und in der Bildagentur für Kunst, Kultur und Geschichte der Stiftung Preußischer Kulturbesitz in Berlin. In Kiel wurde in den 1970er Jahren von dem Originalabzug, den die Nachfahren der Familie Posner zur Verfügung gestellt hatten, ein sechs mal neun Zentimeter großes Negativ angefertigt. Ein Abzug im Großformat wurde ohne Angaben zur Urheberin und zur Geschichte des Fotos in einer Ausstellung im Stadtmuseum Kiel gezeigt. Zahlreiche weitere Abzüge wurden an Einrichtungen wie das United States Holocaust Memorial Museum in Washington, das Jewish Museum in New York City, die Gedenkstätte Yad Vashem in Jerusalem und an Privatleute verteilt. Ein Abzug gelangte in das Bildarchiv Preußischer Kulturbesitz in Berlin, wo er ebenfalls vielfach kopiert wurde. Aus Berlin gingen Abzüge an das Imperial War Museum in London, das Shalom Hartman Institute in Jerusalem und an das Jüdische Museum Berlin.

## Rezeption
Gegen Ende des 20. Jahrhunderts wurde das Foto Rachel Posners wiederholt publiziert und dabei das Aufnahmedatum in das Jahr 1938 oder einen anderen Zeitpunkt nach 1933 verlegt, um eine kraftvolle Darstellung jüdischen Selbstbehauptungswillens zu liefern. Dabei ignorierten die Nachnutzer regelmäßig, dass eine derartige Aufnahme in der Pogromstimmung der späten 1930er Jahre kaum noch möglich war. Ohne korrekte historische Einordnung wurde das Foto vielfach zur Illustration von Texten zur Geschichte des Nationalsozialismus und über den Holocaust verwendet.
Auch in dem US-amerikanischen Dokumentarfilm Kindertransport – In eine fremde Welt aus dem Jahr 2000 und im gleichnamigen Buch zum Film wurde das Foto gezeigt. In der deutschsprachigen Buchausgabe war es das Frontispiz, mit der Bildunterschrift „‚Großdeutsches Reich‘, Ende der Dreißigerjahre“. Dabei wurde nicht beachtet, dass das Foto keinerlei Bezug zu den Kindertransporten oder zur Lage der Juden in Deutschland Ende der 1930er Jahre hat. Die Produktionsgesellschaft, eine Tochter von Warner Bros. Entertainment, hatte sich für zehn Jahre das Recht gesichert, das Bild weltweit und in allen Medien zu verbreiten. So gelangte das Foto in das Internet, wo kein Hinweis auf Ort und Zeit der Aufnahme oder auf die Urheberin beigegeben war.
Im Vorfeld der Veröffentlichung des 1998 von Gerhard Paul und Miriam Gillis-Carlebach herausgegebenen Sammelbandes Menora und Hakenkreuz. Zur Geschichte der Juden in und aus Schleswig-Holstein, Lübeck und Altona. 1918-1998, auf dessen Titel das Foto abgebildet ist, wurden intensive Nachforschungen zu Herkunft und Urheberin des Fotos unternommen. Dabei konnten nicht nur die zahlreichen Abzüge auf das Negativ im Stadtarchiv Kiel zurückgeführt werden, sondern auch die Besitzer des Originals in Israel ausfindig gemacht werden.
Der Flensburger Historiker Gerhard Paul übte harsche Kritik an dem Umgang mit dem Foto. So sei das Bild auf dem Weg vom Stadtarchiv Kiel zum Bildarchiv Preußischer Kulturbesitz von einer historischen Quelle zur Handelsware geworden. Um den Marktwert zu steigern, seien Verwendungsspuren getilgt und immer neue Abzüge gefertigt worden, die „Originalität und Erstbenutzung suggerieren“ sollen.